# 斯堪森博物館
59°19′34″N 18°06′13″E / 59.32611°N 18.10361°E

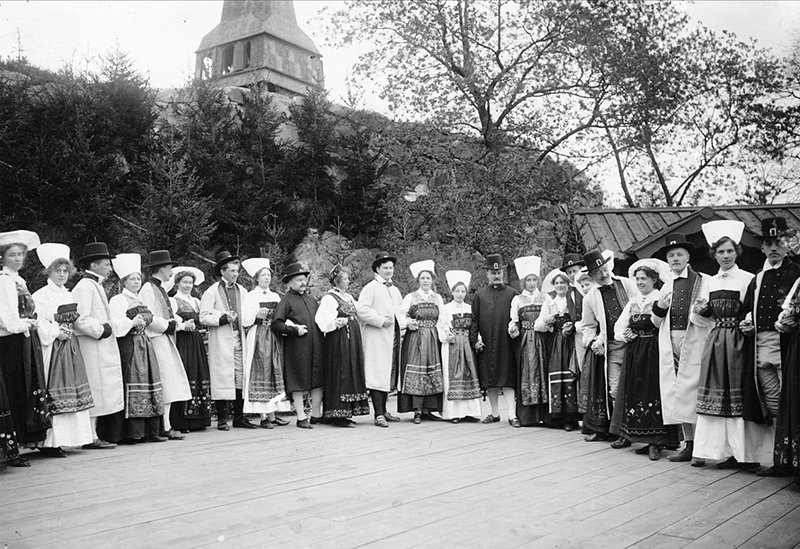
民族舞蹈 1904

斯堪森博物館（Skansen）是瑞典斯德哥爾摩動物園島上的戶外民俗博物館。博物館於1891年由亞瑟·哈茲里烏斯成立，旨在展示瑞典各地在工業前的生活。館區內包含從瑞典全國的約160間房屋和農家庭院，還有斯堪的納維亞特有動物品種。「斯堪森」得名自卡爾十四世·約翰建造給兒子奧斯卡一世作玩樂的堡壘（Skans）。

## 簡史
創辦北歐博物館的亞瑟·哈茲里烏斯一次到訪挪威克里斯蒂安尼亞的挪威民俗博物館後，萌生了在北歐博物館旁建造一所瑞典的民俗博物館的念頭。斯堪森成為斯堪的納維亞早期戶外博物館的模範，後來世界聞名。
斯堪森原為北歐博物館的一部份，於1963年才獨立管理，但斯堪森各建築物內的物品仍屬北歐博物館。
哈茲里烏斯多次到全國各地旅遊，買回150間房屋，並逐間運送回博物館重建。館內只有3間房屋不是原物，是複製品。遊客可進入所有房屋和農家庭院，從而感受瑞典的傳統生活。

## 設施
博物館佔地約30萬平方米，展現19世紀市鎮的完整面貌，市鎮內的鞋匠、銀工匠、麵包師和玻璃工匠穿着傳統服飾示範傳統工作。館內的動物園有多種斯堪的納維亞野生動物，包括到狼、猞猁、狼獾、棕熊、麋鹿、馴鹿、野豬、烏林鴞、雕鴞、歐洲野牛、紅狐、野生天鵝、疣猴、灰海豹、班海豹，以及野生綿羊、山羊和農村家畜等等。
自1903年起每年12月，博物館中央的廣場都會在舉行聖誕市場。夏季則有民俗舞蹈和演唱會。

## 外部連結
- 斯堪森博物館─官方網站
  - 博物館簡介[永久]（中文）
- 斯堪森水族館